# Estação Ferroviária de Monte Novo-Palma
A estação ferroviária de Monte Novo - Palma,:2.3.9 B] ou de Monte Novo-Palma, por vezes dada como de Monte Novo da Palma, é uma interface encerrada da Linha do Sul, que servia as localidades de Palma e Monte Novo, no município de Alcácer do Sal, em Portugal.

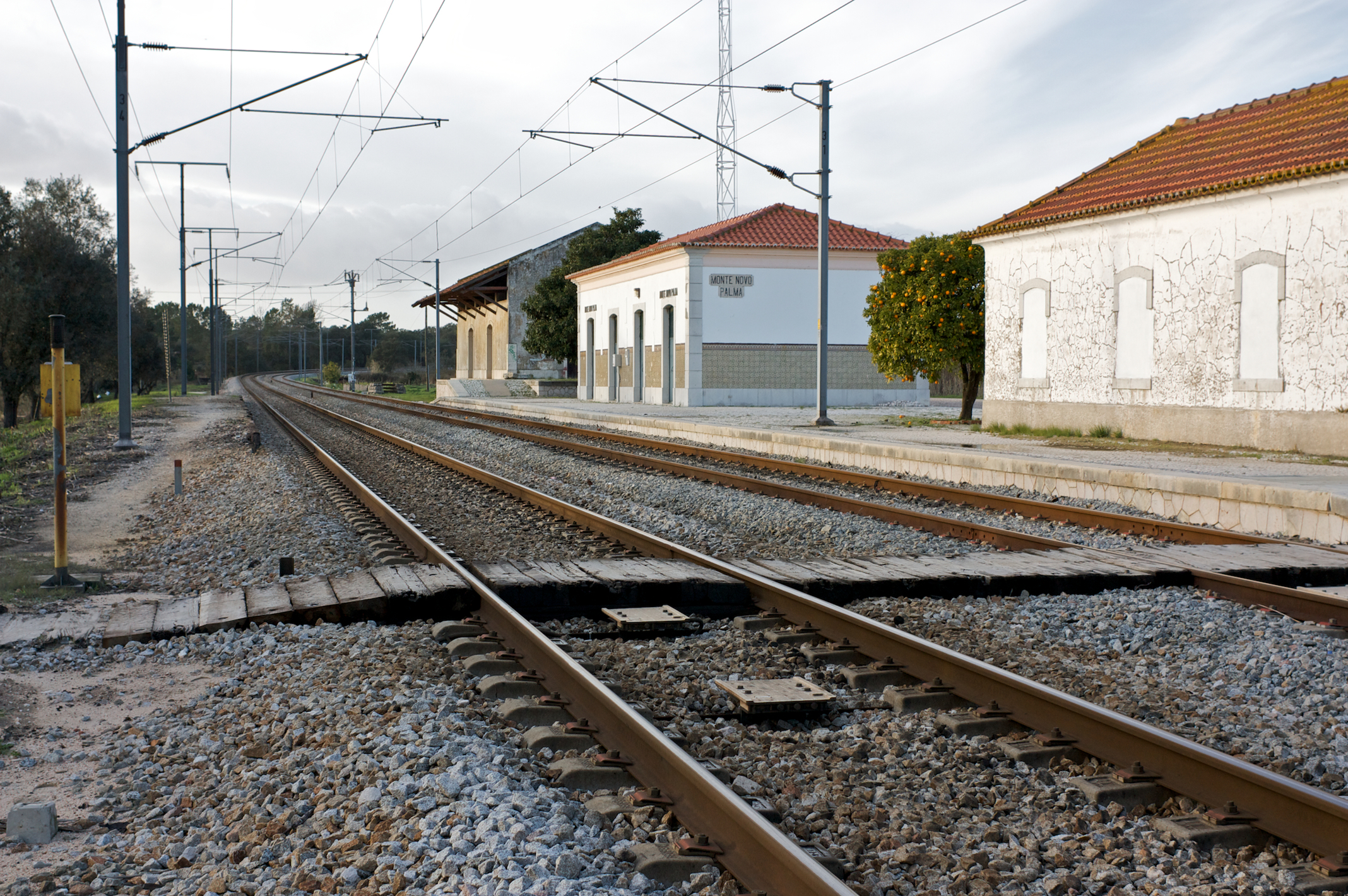
Estação de Monte Novo-Palma, em 2010.

## Descrição

### Localização e acessos
No local desta interface, a Reserva Natural do Estuário do Sado estende-se para sulsudoeste da via férrea, constituindo esta o seu limite.

### Infraestrutura
Esta interface apresenta apenas duas vias de circulação (I e II), ambas com 536 m de extensão e cada uma acessível por plataformas de 62 e 40 m de comprimento, ambas com 40 cm de altura. O edifício de passageiros situa-se do lado nornordeste da via (lado esquerdo do sentido ascendente, para Tunes).
Situa-se junto a esta estação a substação de tração de Monte Novo - Palma, de serviço simples e contratada à I.P., que assegura aqui a eletrificação de dois segmentos da rede, ambos limitados por uma zona neutra afeta à própria substação e em paralelo com a subestação de tração da Variante de Alcácer: um, para norte, estende-se pela Linha do Sul até à zona neutra da Marateca; o outro, para sul, inclui o segmento contíguo da Linha do Sul até à zona neutra de Grândola.

## História
Esta interface situa-se no troço entre Alcácer do Sal e Setúbal da Linha do Sado, que abriu ao serviço em 25 de Maio de 1920.

Em Janeiro de 2011, dispunha de duas vias de circulação, com 522 e 525 m de comprimento; as duas plataformas tinham 62 e 50 m de comprimento, e 25 e 20 cm de altura — valores mais tarde alterados para os atuais.